# Tennis in the Land 2021
Il Tennis in the Land 2021 è un torneo di tennis femminile giocato su campi Laykold, in cemento. È la 1ª edizione dell'evento. Appartiene alla categoria WTA 250 nel WTA Tour 2021. Il torneo si svolge presso il Jacobs Pavilion dal 22 al 28 agosto 2021.

## Partecipanti al singolare

### Teste di serie
| Nazionalità | Giocatrice             | Ranking* | Testa di serie |
| ----------- | ---------------------- | -------- | -------------- |
| Russia      | Dar'ja Kasatkina       | 26       | 1              |
| Estonia     | Anett Kontaveit        | 28       | 2              |
| Russia      | Ekaterina Aleksandrova | 34       | 3              |
| Regno Unito | Johanna Konta          | 36       | 4              |
| Argentina   | Nadia Podoroska        | 37       | 5              |
| Polonia     | Magda Linette          | 43       | 6              |
| Spagna      | Sara Sorribes Tormo    | 44       | 7              |
| Stati Uniti | Shelby Rogers          | 45       | 8              |
| Cina        | Zhang Shuai            | 50       | 9              |

* Ranking al 16 agosto 2021.

### Altre partecipanti
Le seguenti giocatrici hanno ricevuto una wild card per il tabellone principale:
- Dar'ja Kasatkina
- Maria Mateas
- Bethanie Mattek-Sands

Le seguenti giocatrici sono passate dalle qualificazioni:

- Emina Bektas
- Ulrikke Eikeri
- Alexa Glatch
- Catherine Harrison

Le seguenti giocatrici sono entrate in tabellone come lucky loser:
- Linda Fruhvirtová
- Nagi Hanatani
- Tara Moore
- Ena Shibahara

### Ritiri
Prima del torneo
- Jennifer Brady → sostituita da  Kaja Juvan
- Johanna Konta → sostituita da  Linda Fruhvirtová
- Jessica Pegula → sostituita da  Caty McNally
- Storm Sanders → sostituita da  Tara Moore
- Alison Riske → sostituita da  Christina McHale
- Arantxa Rus → sostituita da  Lauren Davis
- Ljudmila Samsonova → sostituita da  Ena Shibahara
- Jil Teichmann → sostituita da  Nagi Hanatani
- Patricia Maria Țig → sostituita da  Vera Zvonarëva
- Elena Vesnina → sostituita da  Aljaksandra Sasnovič

## Partecipanti al doppio
| Nazione     | Giocatrice            | Nazione     | Giocatrice       | Ranking* | Testa di serie |
| ----------- | --------------------- | ----------- | ---------------- | -------- | -------------- |
| Giappone    | Shūko Aoyama          | Giappone    | Ena Shibahara    | 18       | 1              |
| Cile        | Alexa Guarachi        | Stati Uniti | Desirae Krawczyk | 35       | 2              |
| Rep. Ceca   | Lucie Hradecká        | Cina        | Zhang Shuai      | 79       | 3              |
| Stati Uniti | Bethanie Mattek-Sands | Stati Uniti | Shelby Rogers    | 89       | 4              |

* Ranking al 16 agosto 2021.

### Altri partecipanti
La seguente coppia ha ricevuto una wildcard per il tabellone principale:
- Maria Mateas /  Jaroslava Švedova

La seguente coppia di giocatrici è entrata in tabellone con il protect ranking:
- Anastasija Rodionova /  Galina Voskoboeva

### Ritiri
Prima del torneo
- Kaja Juvan /  Galina Voskoboeva → sostituite da  Anastasija Rodionova /  Galina Voskoboeva

## Campionesse

### Singolare
Anett Kontaveit ha sconfitto in finale  Irina-Camelia Begu con il punteggio di 7-6(5), 6-4.

### Doppio
Shūko Aoyama /  Ena Shibahara hanno sconfitto in finale  Christina McHale /  Sania Mirza con il punteggio di 7-5, 6-3.